# Brachichila
Brachichila – rodzaj chrząszczy z rodziny biegaczowatych i podrodziny Lebiinae.

## Taksonomia
Rodzaj opisany został w 1869 roku przez Maximiliena Chaudoira. Jego gatunkiem typowym ustanowiono Brachichila hypocrita Chaudoir, 1869. W części literatury funkcjonuje pod nazwą Brachychila wprowadzoną przez Csikiego w 1932 roku.

## Występowanie
Chrząszcze z tego rodzaju występują od Japonii, Tajwanu, Chin i Indii przez Birmę, Tajlandię i Wietnam po malezyjski Sabah.

## Systematyka
Do rodzaju tego należy 8 opisanych gatunków:
- Brachichila fischeri Kirschenhofer, 1994
- Brachichila hypocrita Chaudoir, 1869
- Brachichila maculata Kirschenhofer, 1996
- Brachichila malickyi Kirschenhofer, 1996
- Brachichila midas Kirschenhofer, 1994
- Brachichila rugulipennis Bates, 1892
- Brachichila sabahensis Kirschenhofer, 2010
- Brachichila vietnamensis Kirschenhofer, 1996